# Hans Wagner (compositeur)
Pour les articles homonymes, voir Hans Wagner et Wagner.
 (novembre 2020).
Hans Wagner (né le 1er janvier 1980 à Berlin) est un compositeur, chanteur, ingénieur du son et musicien autrichien.

## Carrière
Hans Wagner fonde le groupe Neuschnee pendant ses études d'ingénieur du son à l'Académie de musique et des arts du spectacle de Vienne en 2006, qui combine des éléments de musique classique et de pop puis, peu de temps après, la formation Das Trojanische Pferd avec Hubert Weinheimer. En 2012, il fonde le groupe Hans im Glück avec Vlado Dzihan.
Il est également actif en tant que compositeur de théâtre et de cinéma et joue du violoncelle, du piano et de la guitare.

## Discographie
- 2008 : Wegweiser (Neuschnee, Problembär Records)
- 2009 : Das trojanische Pferd (Das trojanische Pferd, Cheap Records)
- 2011 : Bipolar (Neuschnee, Problembär Records)
- 2012 : Hans im Glück (Couch Records / Hoanzl)
- 2012 : Wut & Disziplin (Das trojanische Pferd, Problembär Records)
- 2015 : Dekadenz (Das trojanische Pferd, Monkey)
- 2016 : Schneckenkönig (Neuschnee, Problembär Records)
- 2018 : Okay (Neuschnee, Problembär Records)

## Filmographie (sélection)
- 2011 : Tomorrow you will leave (réalisateur : Martin Nguyen, documentaire)
- 2012 : Local Heroes (réalisateur : Henning Backhaus, long métrage)
- 2016 : Menandros & Thaïs (réalisateurs : Antonín Šilar, Ondřej Cikán, long métrage)